# Kate del Castillo
Kate del Castillo Negrete Trillo (Mexico-Stad, 23 oktober 1972) is een Mexicaans actrice. Ze is de dochter van acteur Eric del Castillo. In 1991 speelde ze in de telenovela Muchachitas. In 2006 speelde ze in de film Bordertown, wat haar eerste rol in Hollywood werd. In 2011 vertolkte ze de hoofdrol in de Telemundo-serie La Reina del Sur. 
In oktober 2015 trad ze op als bemiddelaar bij een interview tussen de Amerikaanse acteur Sean Penn en drugsbaron El Chapo Guzmán, net voordat de Mexicaanse mariniers hem gevangen namen.

## Filmografie

### Films
- Los de abajo (1978)
- El último escape (1990)
- Educación sexual en breves lecciones (1997)
- Reclusorio (1997)
- Avisos de ocasión (2004)
- American Visa (2005)
- Bordertown (2006)
- Lime Salted Love (2006)
- Trade (2007)
- The Black Pimpernel (2007)
- Under the Same Moon (2007)
- Julia (2008)
- Bad Guys (2008)
- Down for Live (2009)
- Without Men (2011)
- Colosio: El asesinato (2012)
- K-11 (2012)
- A Miracle in Spanish Harlem (2013)
- El crimen del Cácaro Gumaro (2014)
- No Good Deed (2014)
- The Book of Life (2014)
- Visitantes (2014)
- The 33 (2015)
- El Americano: The Movie (2016)
- All About Nina (2018)
- Bad Boys For Life (2020)

### Televisieseries
- Muchachitas (1991)
- Mágica juventud (1992)
- Imperio de cristal (1994)
- Azul (1996)
- Alguna vez tendremos alas (1997)
- La mentira (1998)
- Ramona (2000)
- El derecho de nacer (2001)
- American Family (2002)
- Bajo la misma piel (2003
- Weeds (2009)
- El Pantera (2009)
- La Reina del Sur (2011-2023)
- Dueños del paraíso (2015)
- Jane the Virgin (2015)
- Ingobernable (2017-2018)
- The Day I Met El Chapo: The Kate Del Castillo Story (2017)